# Alice (musikalbum)
Den här artikeln handlar om musikalbumet Alice. För andra betydelser, se Alice (olika betydelser).
Alice är ett album från 2002 av den amerikanska musikern Tom Waits. Skivan utkom samtidigt med Blood Money. Alice baserar sig på sånger till en musikal med samma namn, skapad i samarbete med Robert Wilson.

## Låtlista
Låtarna skrivna av Tom Waits och Kathleen Brennan..
1. "Alice" - 4:29
2. "Everything You Can Think" - 3:11
3. "Flower's Grave" - 3:30
4. "No One Knows I'm Gone" - 1:43
5. "Kommienezuspadt" - 3:12
6. "Poor Edward" - 3:43
7. "Table Top Joe" - 4:15
8. "Lost in the Harbour" - 3:46
9. "We're All Mad Here" - 2:33
10. "Watch Her Disappear" - 2:34
11. "Reeperbahn" - 4:04
12. "I'm Still Here" - 1:51
13. "Fish & Bird" - 4:01
14. "Barcarolle" - 4:01
15. "Fawn" - 1:49